# فرودگاه بین‌المللی سینسیناتی/کنتاکی شمالی
فرودگاه بین‌المللی سینسیناتی/کنتاکی شمالی (به انگلیسی: Cincinnati/Northern Kentucky International Airport) یک فرودگاه همگانی مسافربری با کد یاتا CVG است که یک باند فرود آسفالت و بتن دارد و طول باند آن ۳۶۵۸ متر است. این فرودگاه در شهر سینسینتی کشور ایالات متحده آمریکا قرار دارد و در ارتفاع ۲۷۳ متری از سطح دریا واقع شده‌است.

## شرکت‌های هواپیمایی و مقصدهای پروازی

### مسافری

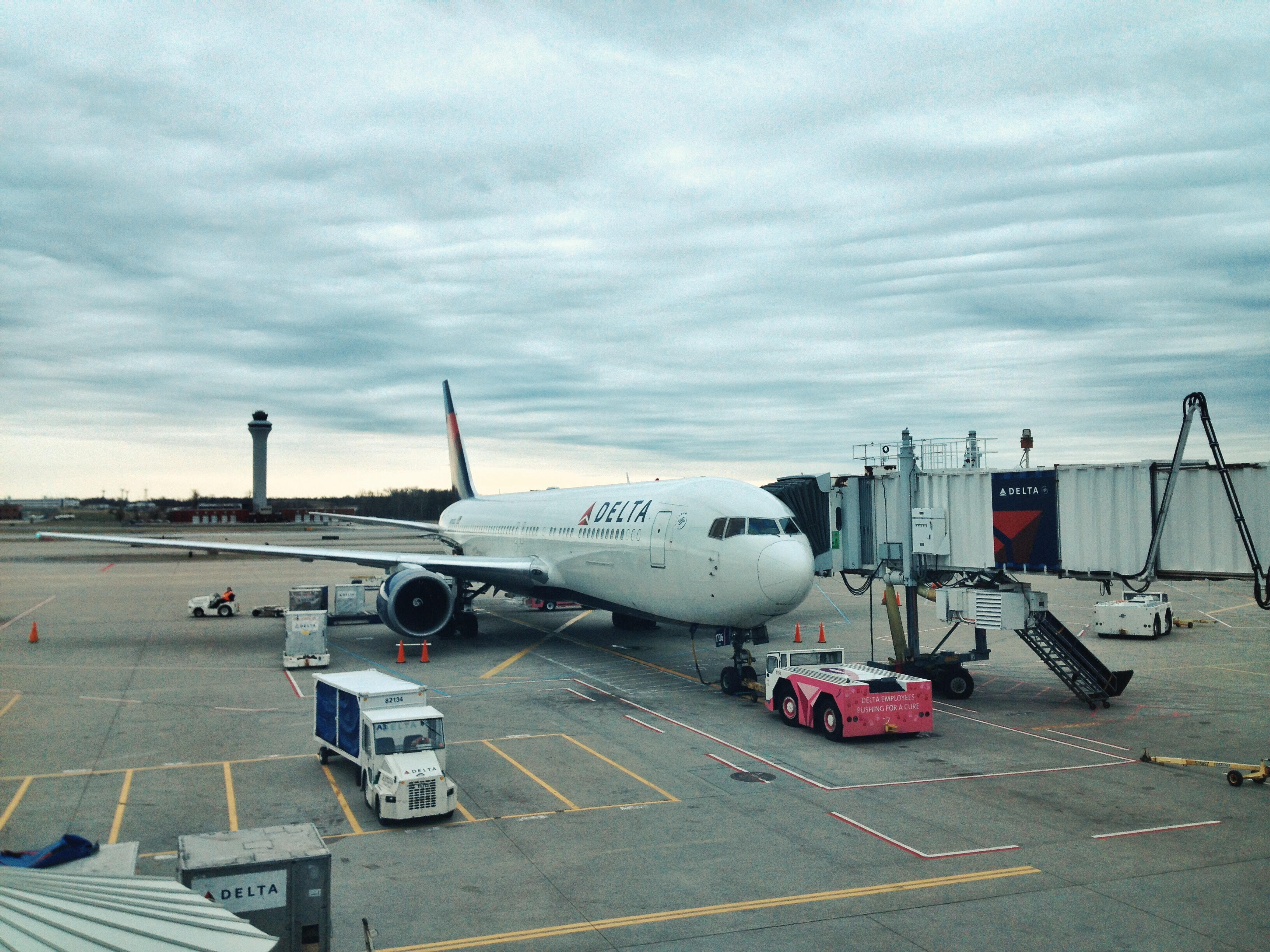
Delta Air Lines operates a nonstop flight from Cincinnati/Northern Kentucky to Paris–Charles de Gaulle using a بوئینگ ۷۶۷. The route is the only nonstop transatlantic passenger flight to Europe from Indiana, Kentucky or Ohio.

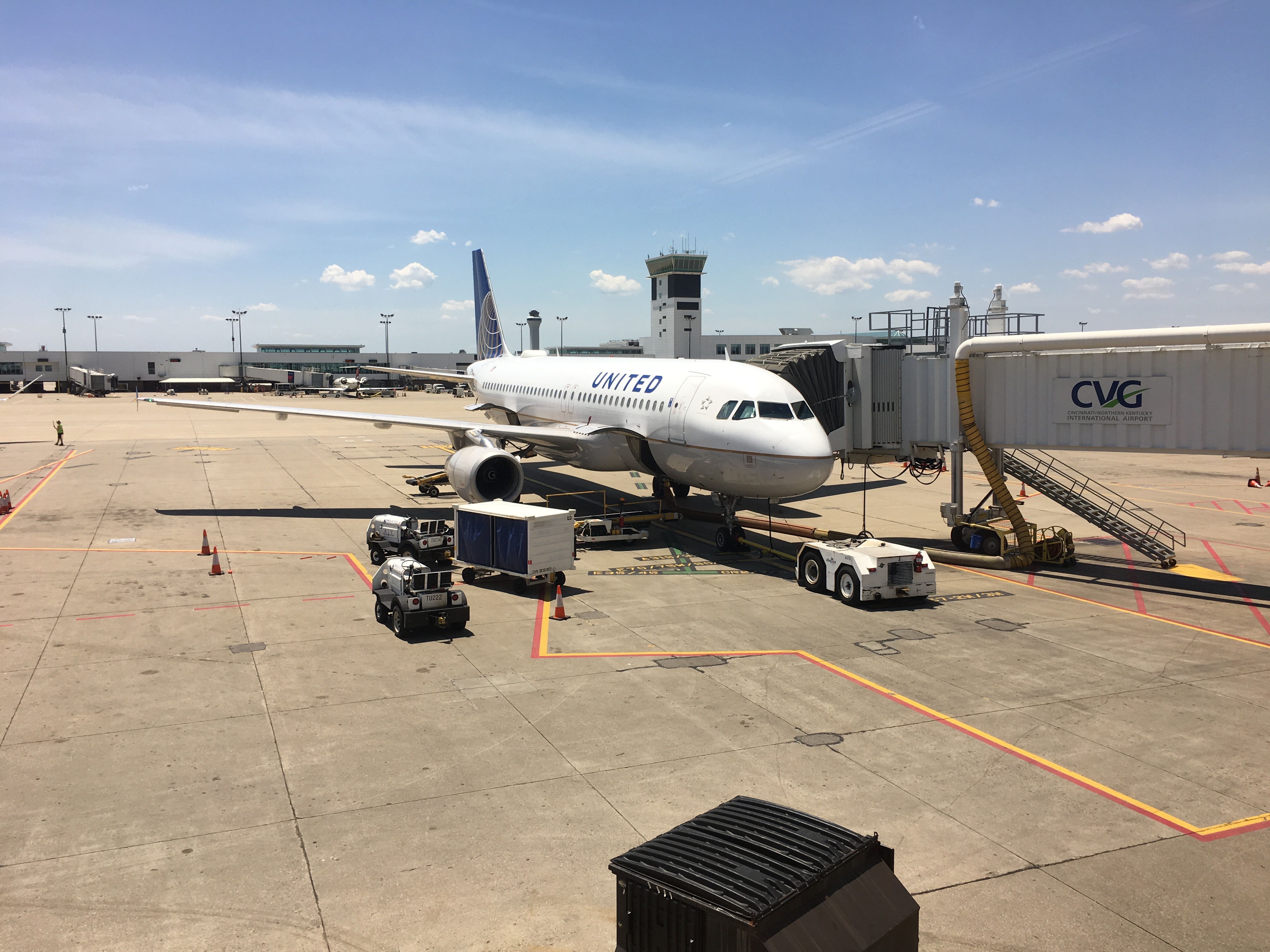
United A320 at Concourse A

| شرکت‌های هواپیمایی  | مقصدهای پروازی | Refs   |
| ------------------ | --- | ------ |
| Air Canada Express | پیرسون تورنتو | [ ۱ ]  |
| الیجنت ایر         | آستین، ثرگود مارشال بالتیمور واشینگتن، دنور، فورت لادردیل–هالیوود، منطقه‌ای نورث‌وست، جکسنویل، مک‌کاران، لس‌آنجلس (آغاز از ۱۶ نوامبر ۲۰۱۷), لیبرتی نیوآرک، لوئیز آرمسترانگ نیو اورلنان، اورلندو سنفورد، فینکس-مسا، تی.اف. گرین (آغاز از ۱۷ نوامبر ۲۰۱۷)، شهرستان شارلوت، رالی-دورهام (آغاز از ۱۶ نوامبر ۲۰۱۷), سوننه/هیلتن حعیا، سن پترزبورگ-کلیرواتر فصلی: میرتل بیچ، لوئیز مونز مارین         | [ ۳ ]  |
| امریکن ایرلاینز    | دالاس-فورت ورث | [ ۴ ]  |
| امریکن ایگل        | شارلوت داگلاس، اوهر شیکاگو، دالاس-فورت ورث، میامی، جان اف کندی، لاگواردیا، فیلادلفیا، ملی رونالد ریگان واشینگتن | [ ۴ ]  |
| Apple Vacations    | چارتر: کانکون، کینتانا رو، پونتا کانا چارتر فصلی: سنگستر | [ ۵ ]  |
| دلتا ایرلاینز      | هارتسفیلد-جکسون آتلانتا، لوگان، دنور، متروپولیتن شهرستان وین دیترویت، فورت لادردیل–هالیوود، ساوثوست فلوریدا، مک‌کاران، لس‌آنجلس، مینیاپولیس−سنت پل، اورلاندو، شارل دوگل پاریس، سالت‌لیک‌سیتی، سانفرانسیسکو، تمپا فصلی: کانکون، کینتانا رو، جان اف کندی، لاگواردیا، سیاتل-تاکوما، ملی رونالد ریگان واشینگتن                                                                                      | [ ۶ ]  |
| دلتا کانکشن        | ثرگود مارشال بالتیمور واشینگتن، لوگان، شارلوت داگلاس، اوهر شیکاگو، دالاس-فورت ورث، متروپولیتن شهرستان وین دیترویت، منطقه‌ای نورث‌وست، بردلی، جرج بوش، کانزاس‌سیتی، ممفیس، ژنرال میچل، مینیاپولیس−سنت پل، نشویل، جان اف کندی، لاگواردیا، لیبرتی نیوآرک، فیلادلفیا، رالی-دورهام، لامبرت-ست لوی، پیرسون تورنتو، ملی رونالد ریگان واشینگتن فصلی: دنور، فورت لادردیل–هالیوود، ساوثوست فلوریدا، تمپا | [ ۶ ]  |
| فرانتیر ایرلاینز   | دنور، فورت لادردیل–هالیوود (پایان در ۳ اکتبر ۲۰۱۷), ساوثوست فلوریدا، مک‌کاران، میامی (آغاز از ۴ اکتبر ۲۰۱۷), لاگواردیا، اورلاندو، فینکس اسکای هاربر، تمپا فصلی: هارتسفیلد-جکسون آتلانتا، کانکون، کینتانا رو، دالاس-فورت ورث، جرج بوش، لس‌آنجلس، مینیاپولیس−سنت پل، فیلادلفیا، سن دیه‌گو، سانفرانسیسکو                                                                                          | [ ۷ ]  |
| OneJet             | پیتسبورگ | [ ۸ ]  |
| ساوت‌وست ایرلاینز   | ثرگود مارشال بالتیمور واشینگتن، میدوی شیکاگو | [ ۹ ]  |
| یونایتد ایرلاینز   | اوهر شیکاگو، سانفرانسیسکو Seasonal: دنور | [ ۱۰ ] |
| یونایتد اکسپرس     | اوهر شیکاگو، دنور، جرج بوش، لیبرتی نیوآرک، دالس واشینگتن | [ ۱۰ ] |
| Vacation Express   | چارتر: کانکون، کینتانا رو، پونتا کانا چارتر فصلی: سنگستر | [ ۱۱ ] |

| Domestic Destinations map |
| --- |
| سینسیناتی/کنتاکی شمالیهارتسفیلد-جکسون آتلانتادالاس-فورت ورثسیاتل-تاکومااورلندو سنفوردلوئیز آرمسترانگ نیو اورلنانسن پترزبورگ-کلیرواترشهرستان شارلوتساوثوست فلوریدااوهر شیکاگولس‌آنجلسمیامیسن آنتونیوتمپااورلاندوفورت لادردیل–هالیوودجرج بوشآستیندالس واشینگتنملی رونالد ریگان واشینگتنثرگود مارشال بالتیمور واشینگتنلوگانبردلیتی.اف. گرینجان اف کندی/لاگواردیالیبرتی نیوآرکفیلادلفیاپیتسبورگسن دیه‌گورالی-دورهاممنطقه‌ای نورث‌وستجکسنویلمیرتل بیچسوننه/هیلتن حعیامنطقه‌ای نورث‌وستکانزاس‌سیتیممفیسژنرال میچلمتروپولیتن شهرستان وین دیترویتمیدوی شیکاگولامبرت-ست لویمینیاپولیس−سنت پلنشویلدنورسالت‌لیک‌سیتیفینکس اسکای هاربرمک‌کارانسانفرانسیسکوشارلوت داگلاسفینکس اسکای هاربرفینکس-مسا Domestic destinations from CVG (Excludes Puerto Rico) · |

| International Destinations map |
| --- |
| سینسیناتی/کنتاکی شمالیشارل دوگل پاریسپیرسون تورنتوکانکون، کینتانا روسنگسترپونتا کانالوئیز مونز مارین International destinations from CVG (Includes Puerto Rico) · |

### باری

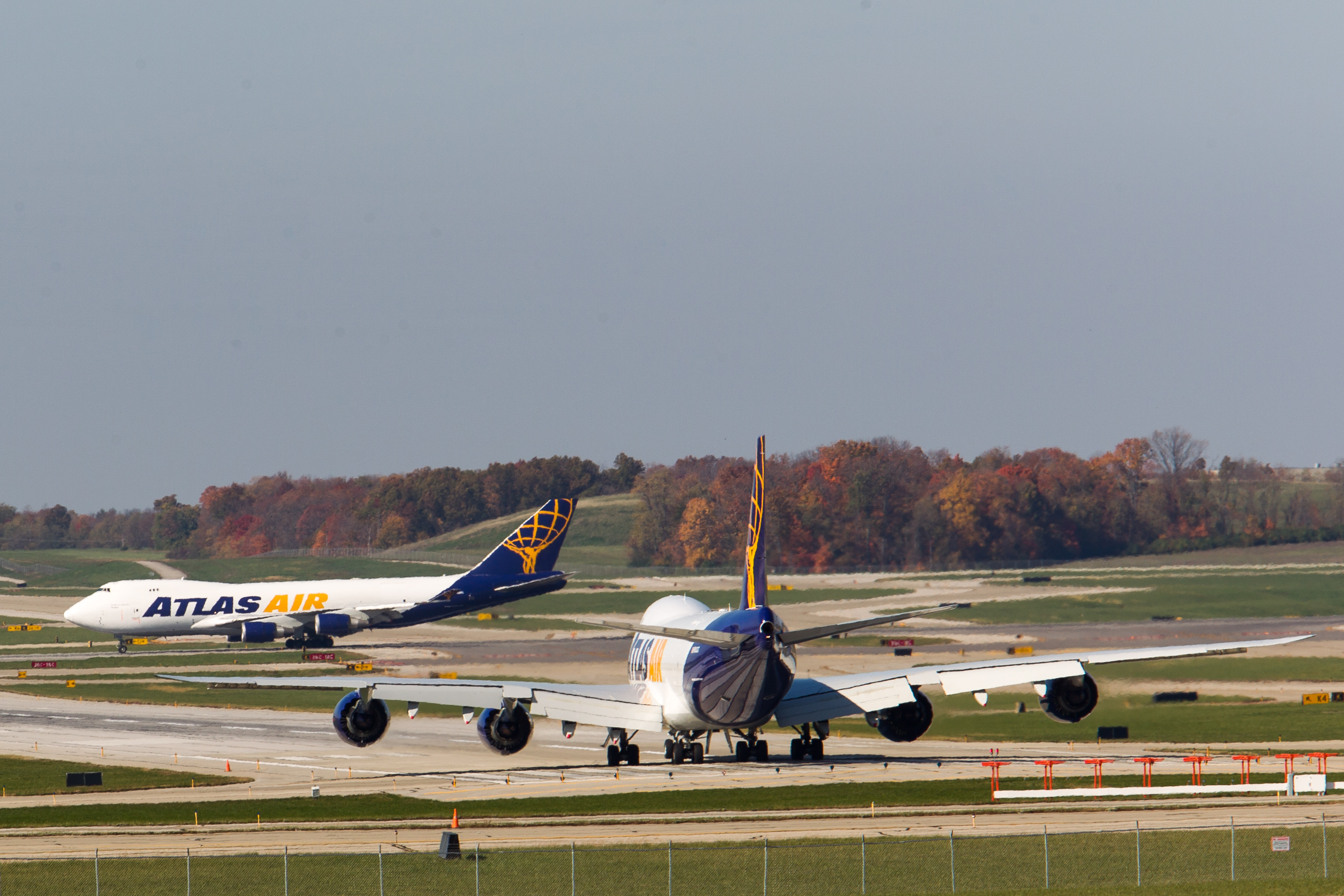
A بوئینگ ۷۴۷ lines up on Runway 27 at CVG as a بوئینگ ۷۴۷ lands on 18C

| شرکت‌های هواپیمایی                                  | مقصدهای پروازی | Refs                 |
| -------------------------------------------------- | --- | -------------------- |
| Amazon Prime Air اجرا توسط ای‌بی‌ایکس ایر            | ثرگود مارشال بالتیمور واشینگتن، شیکاگو راکفرد، انتاریو، تمپا |                      |
| Amazon Prime Air اجرا توسط ایر ترنسپورت اینترنشنال | لی والی، ثرگود مارشال بالتیمور واشینگتن، شارلوت داگلاس، دالاس-فورت ورث، انتاریو، فینکس اسکای هاربر، پایگاه نیروی هوایی لاکلند، استاکتون متروپولیتن |                      |
| Amazon Prime Air اجرا توسط اطلس ایر                | دالاس-فورت ورث، انتاریو، پایگاه نیروی هوایی لاکلند، سیاتل-تاکوما، تمپا |                      |
| کارگولوکس                                          | تد استیونز انکوریج، لوگزامبورگ - فیندل | [ ۱۲ ] [ ۱۳ ]        |
| کستل اوییشن                                        | اکران، شهرستان کویاهوگا، جان سی. منرو همیلتن، روح سنت لوئیس |                      |
| دی‌اچ‌ال اوییشن اجرا توسط ای‌بی‌ایکس ایر               | هارتسفیلد-جکسون آتلانتا، ثرگود مارشال بالتیمور واشینگتن، کالگری، اوهر شیکاگو، ال پاسو، پیدمونت تراید، دن میگوئل هیدالگو وای کوستیا، ولی، هریسبرگ، جرج بوش، کانزاس‌سیتی، لس‌آنجلس، مکزیکو سیتی، میامی، ژنرال میچل، ژنرال ماریانو اسکبیدو، نشویل، لیبرتی نیوآرک، جان اف کندی، اورلاندو، فینکس اسکای هاربر، کوئره‌تارو، سالت‌لیک‌سیتی، سانفرانسیسکو، لوئیز مونز مارین، سیاتل-تاکوما، ونکوور فصلی: بردلی |                      |
| دی‌اچ‌ال اوییشن اجرا توسط آئرولوگیک                  | هنگ کنگ، لایپزیگ/هال | [ ۱۴ ] [ ۱۵ ]        |
| دی‌اچ‌ال اوییشن اجرا توسط ایر ترنسپورت اینترنشنال    | تد استیونز انکوریج، هارتسفیلد-جکسون آتلانتا، ثرگود مارشال بالتیمور واشینگتن، لوگان، دنور، متروپولیتن شهرستان وین دیترویت، ال پاسو، ممفیس، نشویل، لوئیز آرمسترانگ نیو اورلنان، فیلادلفیا، سالت‌لیک‌سیتی |                      |
| دی‌اچ‌ال اوییشن اجرا توسط اطلس ایر                   | تد استیونز انکوریج، هارتسفیلد-جکسون آتلانتا، آستین، بحرین، بروکسل، آیوای شرقی، چارلستون، اوهر شیکاگو، دنور، متروپولیتن شهرستان وین دیترویت، پیدمونت تراید، جان سی. منرو همیلتن، ولی، هریسبرگ، بردلی، هنگ کنگ، جرج بوش، کانزاس‌سیتی، لایپزیگ/هال، لس‌آنجلس، میامی، ژنرال میچل، مینیاپولیس−سنت پل، چوبو سنترایر، نشویل، جان اف کندی، اورلاندو، فینکس اسکای هاربر، ریچموند، گریفیز، سانفرانسیسکو، سن دیه‌گو، سیاتل-تاکوما، ناریتا، ونکوور فصلی: تارانتو-گروتالی، پایگاه نیروی هوایی مک‌کونل، پایگاه هوایی پین |                      |
| دی‌اچ‌ال اوییشن اجرا توسط Cargojet Airways           | کالگری، ژنرال میچل، مونترآل-میرابل | [ ۱۶ ] [ ۱۷ ]        |
| دی‌اچ‌ال اوییشن اجرا توسط دی‌اچ‌ال ایر بریتانیا        | بروکسل، اوهر شیکاگو، ایست میدلند، لایپزیگ/هال، جان اف کندی |                      |
| دی‌اچ‌ال اوییشن اجرا توسط کالیتا ایر                 | تد استیونز انکوریج، آستین، بحرین، بروکسل، دالاس-فورت ورث، ایست میدلند، هنگ کنگ، جرج بوش، لایپزیگ/هال، ممفیس، چوبو سنترایر، جان اف کندی، اینچئون فصلی: لیژ، فیلادلفیا، اسکودا-وورتس‌اسمیت، سیاتل-تاکوما |                      |
| دی‌اچ‌ال اوییشن اجرا توسط کالیتا چارترز              | ثرگود مارشال بالتیمور واشینگتن، بردلی، جان اف کندی، مونترآل-میرابل، فیلادلفیا، گریتر راچستر |                      |
| دی‌اچ‌ال اوییشن اجرا توسط پولار ایر کارگو            | هارتسفیلد-جکسون آتلانتا، تد استیونز انکوریج، بحرین، بروکسل، اوهر شیکاگو، پایگاه نیروی هوایی دوور، هنگ کنگ، بین الملی هونولولو، لایپزیگ/هال، لس‌آنجلس، میامی، چوبو سنترایر، اینچئون، ناریتا |                      |
| دی‌اچ‌ال اوییشن اجرا توسط Southern Air               | تد استیونز انکوریج، آستین، بحرین، ثرگود مارشال بالتیمور واشینگتن، کالگری، شارلوت داگلاس، دنور، ولی، بردلی، هنگ کنگ، کانزاس‌سیتی، لایپزیگ/هال، جان اف کندی، اورلاندو، فیلادلفیا، رنو تاهوئه، گریتر راچستر، ساکرامنتو، سالت‌لیک‌سیتی، اینچئون، لامبرت-ست لوی، توسان |                      |
| دی‌اچ‌ال اجرا توسط Air Cargo Carriers                | هریسبرگ | [ ۱۸ ]               |
| دی‌اچ‌ال اجرا توسط Ameriflight                       | آلبانی، صحرایی هانسکم، لوگان، بوفالو نیاگارا، آیوای شرقی، شهرستان کویاهوگا، دالاس-فورت ورث، کپیتل ریجن، لوئیویل، اوپا-لوکا، شمال‌شرقی فیلادلفیا، اورلاندو، ریچموند، سالت‌لیک‌سیتی، اسمیرنا، ملی اسپرینگفیلد-برانسون، روح سنت لوئیس، ویلکز بار - اسکرانتون | [ ۱۹ ]               |
| دی‌اچ‌ال اجرا توسط Suburban Air Freight              | آلبانی، آیوای شرقی، شارلوت داگلاس، مینیاپولیس−سنت پل، صحرایی اپلی، ریچموند، ویلکز بار - اسکرانتون |                      |
| فدکس اکسپرس                                        | لوئیویل، ممفیس | [ ۲۰ ] [ ۲۱ ]        |
| سنگاپور ایرلاینز کارگو                             | تد استیونز انکوریج، دالاس-فورت ورث فصلی: اسخیپول آمستردام، لس‌آنجلس | [ ۲۲ ] [ ۲۳ ] [ ۲۴ ] |